# Kleinbahn Rheinbrohl–Mahlberg
| Streckenlänge: | 6,03 km             |                                |                                |
| Spurweite: | 750 mm (Schmalspur) |                                |                                |
| Maximale Neigung: | 37 ‰                |                                |                                |
| Minimaler Radius: | 30 m                |                                |                                |
| Streckengeschwindigkeit: | 20 km/h             |                                |                                |
| |                     |                                |                                |
| \| \| 6,02 \| Verladestation Dornthal \| Verladestation Dornthal \| \| \| \| Arienheller Brunnen \| \| \| \| 2,3 \| Chemische Fabrik Bad Hönningen \| Chemische Fabrik Bad Hönningen \| \| \| \| zur Abraumhalde \| \| \| \| 1,7 \| \| \| \| \| \| Bad Höningen–Rheinbrohl \| \| \| \| 0,0 \| Rheinkai \| Rheinkai \| |                     |                                |                                |
| Betriebs-/Güterbahnhof Streckenanfang (Strecke außer Betrieb) | 6,02                | Verladestation Dornthal        | Verladestation Dornthal        |
| Abzweig geradeaus und von links (Strecke außer Betrieb) |                     | Arienheller Brunnen            | Arienheller Brunnen            |
| Betriebs-/Güterbahnhof Streckenanfang (Strecke außer Betrieb) · Strecke (außer Betrieb) | 2,3                 | Chemische Fabrik Bad Hönningen | Chemische Fabrik Bad Hönningen |
| Abzweig geradeaus und nach rechts (Strecke außer Betrieb) · Strecke (außer Betrieb) |                     | zur Abraumhalde                | zur Abraumhalde                |
| Strecke nach links (außer Betrieb) · Abzweig geradeaus und von rechts (Strecke außer Betrieb) | 1,7                 |                                |                                |
| Kreuzung geradeaus unten (Strecke geradeaus außer Betrieb) |                     | Bad Höningen–Rheinbrohl        | Bad Höningen–Rheinbrohl        |
| Betriebs-/Güterbahnhof Streckenende (Strecke außer Betrieb) | 0,0                 | Rheinkai                       | Rheinkai                       |

Die Kleinbahn Rheinbrohl–Mahlberg war eine fünf Kilometer lange Schmalspurbahn in der Spurweite von 750 mm, die der Beförderung von Basalt aus einem Steinbruch am Westrand des Westerwaldes zum Rhein hin diente. Sie führte vom Hafen in Rheinbrohl am rechten Ufer des Rheins nach Norden zum Arienheller Brunnen und dort weiter in östlicher Richtung im Tal des Bahlsbaches aufwärts bis zum Endpunkt Dornbachthal im Rheinbrohler Wald. Dorthin brachte eine Seilbahn das Transportgut aus dem Steinbruch am Mahlbergkopf heran. Bis in die 1930er Jahre war es eine Bahn des öffentlichen Verkehrs. Personenverkehr wurde nie durchgeführt.

## Geschichte
Die Basaltgesellschaft Mahlberg-Rheinbrohl mbH erhielt am 24. Juni 1897 die Konzession zum Bau einer „schmalspurigen Schienenverbindung“ nach dem Preußischen Kleinbahngesetz. Diese wurde von der Lokalbahnbau- und Betriebsgesellschaft Hiedemann & Cie in Köln am Rhein hergestellt.
Die Strecke wurde am 15. September 1898 eröffnet und am 1. Januar 1899 an die Continentale Eisenbahn-Bau- und Betriebs-Gesellschaft in Berlin veräußert. 4,3 km der Strecke waren auf eigenem Bahnkörper, 1,7 km auf öffentlichen Straßen. 1915 wurde das Anlagevermögen in die Kleinbahn Rheinbrohl-Mahlberg GmbH ausgelagert, diese Gesellschaft wurde in den 1920er-Jahren von einer Tochter der Kali Chemie AG übernommen. 1923 endete der Basaltabbau am Mahlberg und die Bahn im Bahlsbachtal wurde stillgelegt.
Inzwischen war aber 1902 noch eine Abzweigung zur Chemischen Fabrik Walter Feld & Co in Bad Hönningen hinzugekommen. Dort gab es Anschluss an ein regelspuriges Anschlussgleis zum Bahnhof Hönningen. Dafür wurde 1907 der Rollbockbetrieb genehmigt, um normalspurige Eisenbahnwagen vom Bahnhof Hönningen zum Arienheller Sprudel, der im Eigentum der Fabrik war, zu befördern, die dort das in Krügen verpackte Mineralwasser abholen sollten. Aber der Rollbockverkehr wurde wohl nicht durchgeführt, es tauchen in den Statistiken auch keine Rollböcke auf. Es wurden auch Güter zwischen der Fabrik und dem Hafen in Rheinbrohl befördert. 1904 wurde ferner ein Anschlussgleis von der Chemischen Fabrik zu einem Lagerplatz am Rheinufer in Hönningen errichtet, um dort Rückstände aus der Produktion abzulagern. Das geschah bis 1961. Auch die Stahlbau Hilgers in Rheinbrohl hatte ein Anschlussgleis.
1902 wurden 86 800 t befördert, 1909 77 800 t.
1932 wurde der Basaltabbau eingestellt, 1937 die Strecke vom Abzweig Hönningen bis zur Verladestation abgebaut. Auf dem Reststück gab es noch große Transportleistungen 1935 waren es 110 649 t, 1960 noch 61 381 t.
Im VDNE-Handbuch 1961 ist die Bahn noch mit 2,3 km Länge verzeichnet.
Das Hönninger Werk kam später zur Kali Chemie. Diese musste nach siebzig Jahren am 31. Oktober 1968 den Bahnbetrieb einstellen, weil er den Straßenverkehr behinderte.

## Fahrzeuge
1914 waren zwei zweiachsige Dampflokomotiven von Krauss und Orenstein & Koppel und eine dreiachsige Dampflokomotive von Orenstein & Koppel vorhanden. Daneben gab es etwa 100 Loren. 1960 gab es zwei Dieselloks von Deutz sowie zwei Dampfloks und 80 Güterwagen, außer Kipploren gab es auch O-Wagen. Noch 1964 waren Dampfloks im täglichen Einsatz.

## Anmerkung
Die Bahn wird auch als Mahlbergbahn bezeichnet; das kann zur Verwechslung mit der Malbergbahn bei Bad Ems führen.